# Cichawka (potok)
Cichawka (Kaczagóra) – potok, lewy dopływ Stradomki o długości 3,75 km i powierzchni zlewni 4,44 km².
Potok wypływa z kilku źródeł położonych na zachodnich stokach grzbietu łączącego wzgórza miejscowości Leszczyna z Wichrażem, najwyższe z nich znajduje się na wysokości około 340 m. Spływa przez miejscowość Cichawka w zachodnim kierunku (z odchyleniem na południe) w tejże miejscowości uchodzi do Stradomki na wysokości 220 m.
Cichawka przyjmuje głównie prawe dopływy – niewielkie potoki spływające ze wzgórzy Wichraż i Kacza Góra. Lewy brzeg Cichawki jest bardzo stromy, w niektórych miejscach potok podciął go, tworząc pionowe urwisko z odsłonięciami skalnymi. Brzeg ten stanowi naturalną granicę oddzielającą miejscowości Cichawka i Trzciana. Znajduje się na nim skalny ostaniec – Diabelski Kamień w Trzcianie. Wzdłuż doliny potoku Cichawka (po jego lewej stronie) prowadzi droga łącząca miejscowości Cichawka i Leszczyna.
Zlewnia potoku Cichawka znajduje się na Pogórzu Wiśnickim.